# Alfred Eickworth
Alfred Eickworth (* 11. Juni 1907 in Gablenz; † 29. November 1943 auf Karpathos) war ein deutscher Widerstandskämpfer gegen den Nationalsozialismus.

## Leben

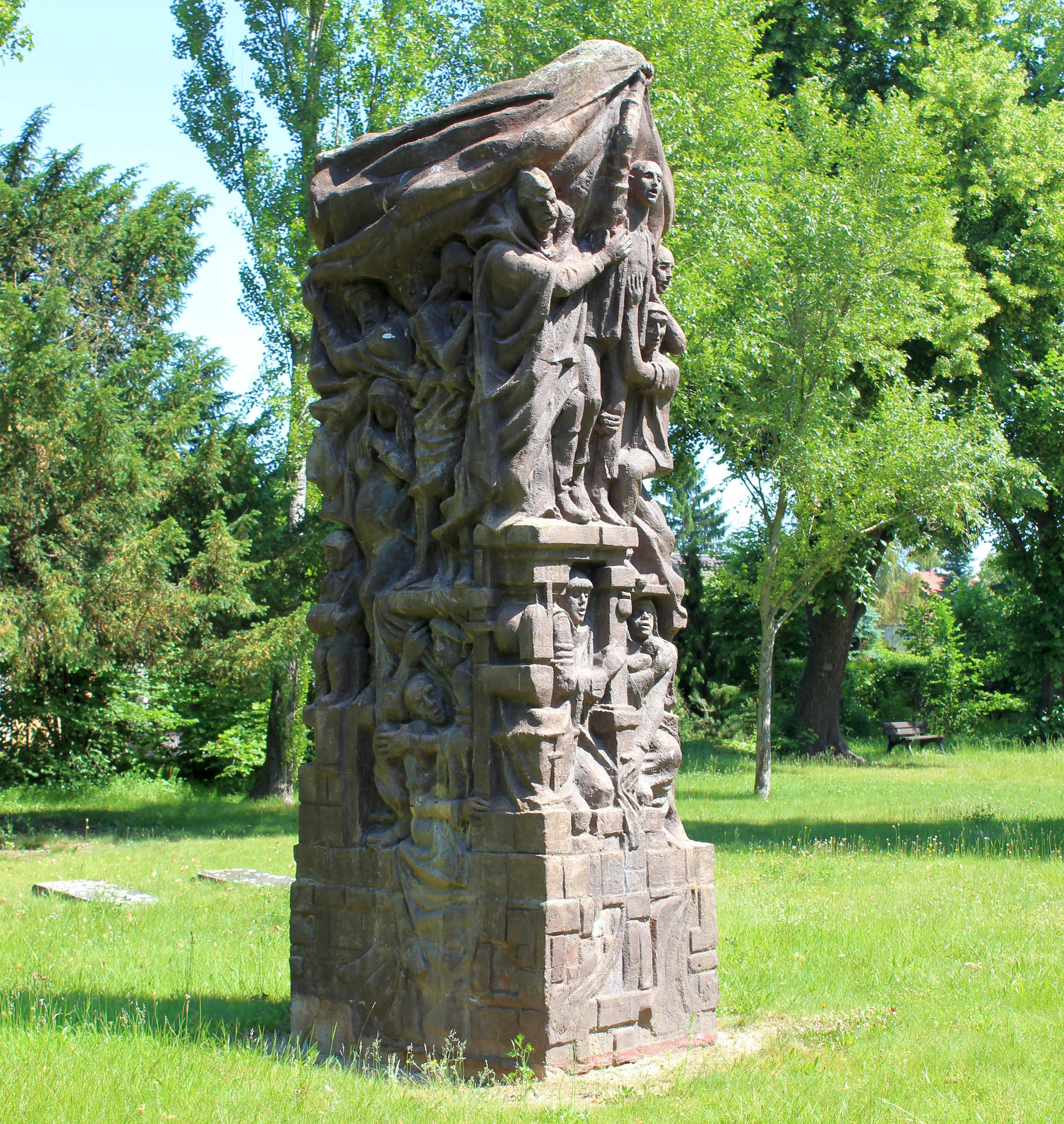
Von seinem Sohn Hans erschaffenes Denkmal zur Erinnerung an die Opfer des Nationalsozialismus

Eickworth wuchs in der Gemeinde Gablenz nahe der sächsischen Stadt Crimmitschau auf und arbeitete hier als Schlosser, Weber und Friseur. 1931 wurde er zunächst Mitglied der SAP, wechselte aber im Folgejahr zur KPD. Er wurde schließlich örtlicher KPD-Vorsitzender und organisierte nach der Machtergreifung der Nationalsozialisten in den Jahren 1933 und 1934 im Raum Crimmitschau aktiv den Widerstand. Die auch Alfred-Eickworth-Gruppe genannte Widerstandsbewegung wurde schließlich im April des Jahres 1934 zerschlagen. Insgesamt wurden in diesem Zusammenhang in der Region 165 Personen verhaftet, unter ihnen auch Alfred Eickworth, der zu zwei Jahren Zuchthaus verurteilt wurde.
Nachdem Alfred Eickworth Anfang Februar 1943 in die berüchtigte Strafdivision 999 nach Griechenland eingezogen wurde, desertierte er im Herbst 1943 auf der Insel Karpathos um zu örtlichen Partisanen zu gelangen. Dabei wurde er schwer verwundet und starb in der Folge an den Verletzungen. Ein junger Grieche, welcher Eickworth bei dessen Flucht half, wurde anschließend zu Tode gefoltert. Das Grabmal Eickworths auf Karpathos existiert bis in die Gegenwart und wird von Einheimischen gepflegt.
Zu DDR-Zeiten erinnerte in seiner heute zu Crimmitschau gehörenden Heimatgemeinde Gablenz ein Denkmal mit einer Büste an Alfred Eickworth. Außerdem trugen die heutige Gablenzer Hauptstrasse und die örtliche Polytechnische Oberschule (POS) seinen Namen. Nach der Wende wurden das Gablenzer Eickworth-Denkmal abgetragen und die Straße wieder umbenannt. Der aus Gablenz stammende Schriftsteller und Politiker Gerhard Zwerenz thematisierte dies kritisch in seinem 2004 erschienenen Werk Sklavensprache und Revolte, der Bloch-Kreis und seine Feinde in Ost und West in einem eigenen Kapitel.
Sein Sohn war der Bildhauer Hans Eickworth (1930–1995).